# Found You Recordings
Found You Recordings är ett svenskt skivbolag som drivs av Patric Thorman tillsammans med bröderna Andreas och Joakim Simonsson. Skivbolaget ger främst ut jazz och improvisationsmusik, men ligger även bakom Wildbirds & Peacedrums debutalbum "Heartcore".

## Diskografi
- 2016 - Nils Janson, Alloy
- 2013 - Open Trio, Dinosaurs (FYR027+FYR027LP)
- 2013 - The Ägg, The Ägg (FYR026LP-IS07)
- 2013 - Emil Strandberg, Works (FYR025)
- 2013 - Paavo, The Third Song Of The Peacock (FYR024+DVD)
- 2013 - Strandberg/Sandell/Thorman, It Is Night And I Am Lost (FYR023-IS06)
- 2013 - Pär-Ola Landin, Vestige (FYR022)
- 2013 -Marcelo Gabard Pazos, Something From Nothing (FYR021LP-IS05)
- 2012 - Kvintetten Som Sprängdes, Järnet! (FYR020LP)
- 2012 - The Nevskij Prospekts, Red Corners (FYR019)
- 2012 - The Country, Black/Blue Hearts (FYR018)
- 2012 - Två För Tommy, Två För Tommy (FYR017LP)
- 2011 - Nina de Heney, Three (FYR016-IS04)
- 2010 - Nils Janson, Excavation (FYR015)
- 2010 - The Country, The Country (FYR014)
- 2010 - Paavo, Cançó del Paó (FYR013)
- 2010 - Fredrik Nordström, Mayday (FYR012)
- 2009 - Strandberg/Sandell/Thorman, Stockholm Sweden Polyphony (FYR011-IS03)
- 2009 - Two Sounds Ensemble, Fictions (FYR010-IS02)
- 2009 - David Stackenäs, Separator (FYR009-IS01)
- 2008 - Peter Knudsen Trio, Impressions - A tribute to Ravel and Debussy (FYR008)
- 2008 - Nils Janson, Debut (FYR007)
- 2008 - Krokodil, [Concord] (FYR006)
- 2008 - Open Trio, Goodbye everytime (FYR005)
- 2007 - Wildbirds & Peacedrums, Heartcore (FYR004)
- 2005 - Pidgin, When we still believed in magic (FYR003)
- 2005 - Saga, Färger (FYR002)
- 2004 - Trip Poem, The act of life (FYR001)